# Landbeach
Landbeach – wieś w Anglii, w hrabstwie Cambridgeshire, w dystrykcie South Cambridgeshire. Leży 8 km na północ od miasta Cambridge i 87 km na północ od Londynu. Miejscowość liczy 825 mieszkańców.